# Composizioni di Benjamin Britten

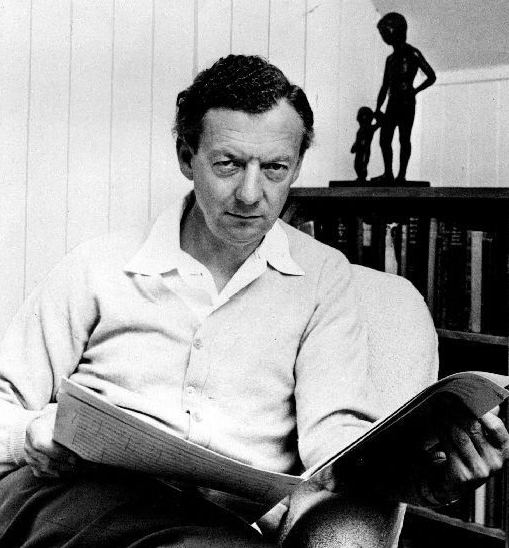
Benjamin Britten nel 1968

Questo elenco di composizioni comprende tutte le opere pubblicate dal compositore inglese Benjamin Britten con numero d'opera.

## Per genere

### Opere
Paul Bunyan, Op. 17:
- Operetta in due atti, 114'.
- Libretto di W. H. Auden, dopo il racconto popolare americano Paul Bunyan.
- Anteprima il 5 maggio 1941 alla Brander Matthews Hall, New York.
- Pubblicata da Faber Music.

Peter Grimes, Op. 33:
- Opera in un prologo e tre atti, 147'.
- Libretto di Montagu Slater, dal poema The Borough di George Crabbe.
- Anteprima il 7 giugno 1945 al Sadler's Wells, Londra.
- Pubblicata da Boosey & Hawkes.

The Rape of Lucretia, Op. 37:
- Opera in due atti, 107'.
- Libretto di Ronald Duncan, dalla commedia Le Viol de Lucrèce di André Obey.
- Anteprima il 12 luglio 1946 a Glyndebourne.
- Pubblicata da Boosey & Hawkes.

Albert Herring, Op. 39:
- Opera comica in tre atti, 137'.
- Libretto di Eric Crozier, vagamente tratta dal racconto breve Le Rosier de Mme. Husson di Guy de Maupassant.
- Anteprima il 20 giugno 1947 a Glyndebourne.
- Pubblicata da Boosey & Hawkes.

L'opera del mendicante, Op. 43:
- Ballad opera, 108'.
- Libretto dalla ballad opera di John Gay.
- Anteprima il 24 maggio 1948 al Cambridge Arts Theatre.
- Pubblicata da Boosey & Hawkes.

Let's Make an Opera (Il piccolo spazzacamino), Op. 45:
- An Entertainment for Young People, 130'.
- Libretto di Eric Crozier.
- Anteprima il 14 giugno 1949 al Jubilee Hall, Festival di Aldeburgh.
- Pubblicata da Boosey & Hawkes.

Billy Budd, Op. 50:
- Opera in quattro atti, 162'.
- Libretto di E. M. Forster e Eric Crozier, dalla novella di Herman Melville.
- Anteprima il 1º dicembre 1951 alla Royal Opera House, Londra.
- Pubblicata da Boosey & Hawkes.

Billy Budd (revisionata):
- Opera in due atti, 158'.
- Anteprima il 9 gennaio 1964 alla Royal Opera House, Londra.
- Pubblicata da Boosey & Hawkes.

Gloriana, Op. 53:
- Opera in tre atti, 148'.
- Libretto di William Plomer, da Elizabeth and Essex di Lytton Strachey.
- Anteprima l'8 giugno 1953 alla Royal Opera House, Londra.
- Pubblicata da Boosey & Hawkes.

Il giro di vite, Op. 54:
- Opera in un prologo e due atti, 101'.
- Libretto di Myfanwy Piper, dal racconto di Henry James.
- Anteprima il 14 settembre 1954 al Teatro La Fenice, Venezia.
- Pubblicata da Boosey & Hawkes.

Noye's Fludde, Op. 59:
- Teatro musicale per spettacoli di comunità, 50'.
- Libretto dal Chester Miracle Play come pubblicato in English Miracle Plays, Moralities and Interludes
- Anteprima il 18 giugno 1958 alla Orford Church, Aldeburgh Festival.
- Pubblicata da Boosey & Hawkes.

A Midsummer Night's Dream, Op. 64:
- Opera in tre atti, 144'.
- Libretto del compositore e Peter Pears, dalla commedia di Shakespeare.
- Anteprima l'11 giugno 1960 alla Jubilee Hall, Aldeburgh Festival.
- Pubblicata da Boosey & Hawkes.

Owen Wingrave, Op. 85:
- Opera per la televisione in due atti, 106'.
- Libretto di Myfanwy Piper, dal racconto breve di Henry James.
- Anteprima il 16 maggio 1971 come trasmissione della BBC2 TV. Messa in scena per la prima volta il 10 maggio 1973 alla Royal Opera House, Londra.
- Pubblicata da Faber Music.

Death in Venice, Op. 88:
- Opera in due atti, 145'.
- Libretto di Myfanwy Piper, dalla novella di Thomas Mann.
- Anteprima il 16 giugno 1973, a Snape Maltings, Aldeburgh Festival.
- Pubblicata da Faber Music.

### Parabole ecclesiastiche
- Curlew River (Op. 71; 1964), basata su un'opera del teatro Noh giapponese
- The Burning Fiery Furnace (Op. 77; 1966), dal Libro di Daniele, Capitolo 3
- The Prodigal Son (Op. 81; 1968), dal Vangelo di Luca, Capitolo 15

### Balletti
- Plymouth Town (balletto per piccola orchestra; 1931)
- Il principe delle pagode (1956)

### Orchestra
- "Two Portraits" per orchestra d'archi (1930). No. 2 è sottotitolato "E.B.B" – le sue stesse iniziali, e quindi un autoritratto (anche arr. per viola ed archi). La n. 3 non fu realizzata.
- Sinfonietta Op. 1, per cinque fiati e cinque archi (1932), riscritta per orchestra da camera (1936)
- Simple Symphony per orchestra d'archi (1934)
- Soirées musicales, da Rossini (1936)
- Variazioni su un tema di Frank Bridge per orchestra d'archi (1937)
- Mont Juic, una suite di danze catalane, composta congiuntamente con Lennox Berkeley (1937)
- Canadian Carnival (1939)
- Sinfonia da Requiem (1940)
- Matinées musicales, da Rossini (1941)
- An American Overture (1941)
- Prelude and Fugue for 18 Strings (1943)
- Four Sea Interludes e Passacaglia dal Peter Grimes, per orchestra (1945)
- The Young Person's Guide to the Orchestra (1946)
- Occasional Overture (1946)
- Men of Goodwill – variazioni su una canzone di Natale (1947)
- Variazioni su un tema elisabettiano, composta congiuntamente con Lennox Berkeley, Arthur Oldham, Humphrey Searle, Michael Tippett e William Walton (1953)
- Suite sinfonica da Gloriana (1954)
- Suite on English Folk Tunes, A Time There Was... per orchestra da camera (1966/1974)

### Concerti
- Rondo Concertante per pianoforte e archi (1930)
- Doppio Concerto per violino, viola e orchestra (1932). "Strumentazione ... virtualmente al 100% Britten "(Matthews, nota di copertina di Erato, 1999 - Colin Matthews ha realizzato l'orchestrazione).
- Concerto per pianoforte (1938; rev. 1945, il terzo movimento originale - Recitativo e Aria - sostituito da un Improvviso)
- Concerto per violino (1939; rev. 1958)
- Young Apollo per pianoforte, quartetto d'archi e orchestra d'archi (1939)
- Diversioni per pianoforte per mano sinistra e orchestra (1940; rev. 1954)
- Scottish Ballad per due pianoforti e orchestra (1941)
- Concerto per clarinetto (incompleto: solo primo movimento, 1942/3, orchestra di Colin Matthews, che in seguito aggiunse due ulteriori movimenti dagli schizzi di Britten degli anni '40, inclusa la Sonata per orchestra; lavoro risultante, Movements for a Clarinet Concerto, pubblicato per la prima volta nel 2008)
- In memoriam Dennis Brain (c. 1958), bozza incompiuta per quattro corni e orchestra.
- Sinfonia per violoncello (1963)

### Voce/Coro e orchestra
- Quatre Chansons Françaises per soprano e orchestra (1928)
- Two Psalms per coro e orchestra (1931)
- Our Hunting Fathers per soprano o tenore e orchestra (versi di W. H. Auden ed altri; 1936)
- The Company of Heaven per oratori, solisti, coro e orchestra (1937, non più eseguita nuovamente fino al 1989)
- Ballad of Heroes, Op. 14, per tenore o soprano, coro e orchestra (versi di W. H. Auden e Randall Swingler; 1939)
- Les Illuminations per soprano o tenore ed archi (versi di Arthur Rimbaud) (1939; esistono anche altre tre canzoni, non incluse nel ciclo - un'altra ambientazione chiamata anche "Phrase", e "Aube" e "A une raison"; sono stati orchestrati da Colin Matthews; esiste anche uno schizzo per un'ulteriore ambientazione di Rimbaud)
- Serenata per tenore, corno e archi (1943)
- The Ballad of Little Musgrave and Lady Barnard per coro di voci maschili e pianoforte (1943)
- Saint Nicolas per tenore solista, coro di bambini, coro e orchestra (1948)
- Spring Symphony per soprano, contralto e tenore solisti, coro misto, coro di ragazzi e orchestra (1949)
- Nocturne per tenore, sette strumenti obbligato e archi (1958)
- Cantata academica per solisti, coro e orchestra (1959)
- War Requiem per soprano, tenore e baritono solisti, gruppo da camera, coro di ragazzi, coro misto e orchestra (1961)
- Cantata misericordium per tenore e baritono solisti, piccolo coro, quartetto d'archi, orchestra d'archi, pianoforte, arpa, timpani (1963)
- Phaedra per mezzosoprano, violoncello, clavicembalo, percussioni e orchestra d'archi (parole di Robert Lowell da Phèdre di Jean Racine (1975)
- Praise we great men per solisti, coro e orchestra (versi di Edith Sitwell; 1976. Completato da Colin Matthews, 1985)
- Welcome Ode per voci e orchestra di ragazzi (1976)

### Voce
- Beware! Three Early Songs per voce e pianoforte (1) "Beware!" (versi di Henry Wadsworth Longfellow; 1922) (2) "O That I Had Ne’er Been Married" (versi di Robert Burns; 1922) (3) "Epitaph: The Clerk" (versi di Herbert Asquith; 1926; rev. 1968, pubblicato 1985
- Tit for Tat per voce e pianoforte (versi di Walter de la Mare; 1928–31; rev. e pubblicato 1969)
- The Birds (Belloc; 1929, rev. 1934)
- On this Island per voce acuta e pianoforte (1937) (versi di W. H. Auden)
- Fish in the Unruffled Lakes (1937-1947) (versi di W. H. Auden – include brani originariamente pensati per On this Island, ma alla fine non utilizzati[1])
- Cabaret Songs per voce media e pianoforte (versi di W. H. Auden: "Tell Me the Truth About Love", "Funeral Blues", "Johnny", e "Calypso"; 1940)
- Sette sonetti di Michelangelo per tenore e pianoforte, Op. 22 (1940)
- I sonetti sacri di John Donne per tenore e pianoforte, Op. 35 (1945)
- Canticle I: My beloved is mine per tenore e pianoforte (1947) (uno dei Canticles)
- A Charm of Lullabies per mezzosoprano e piano (1947)
- Canticle II: Abraham and Isaac per contralto (o controtenore), tenore e pianoforte (1952) (uno dei Canticles)
- Canticle III: Still falls the rain per tenore, corno e pianoforte (versi di Edith Sitwell;1954) (uno dei Canticles)
- Winter Words per tenore e pianoforte, poesia di Thomas Hardy (1954)
- The Heart of the Matter per voce narrante, tenore, corno e pianoforte (1956)
- Songs from the Chinese per soprano o tenore e chitarra, Op. 58 (traduzione di Arthur Waley; 1957)
- Sechs Hölderlin-Fragmente per tenore e pianoforte, Op. 61 (1958)
- Songs and Proverbs of William Blake per baritono e pianoforte, Op. 74 (1965)
- The Poet's Echo per soprano o tenore e pianoforte, Op. 76 (versi di Alexander Pushkin; 1965)
- Who Are These Children? per tenore e pianoforte, Op. 84 (versi di William Soutar; 1969)
- Canticle IV: Journey of the Magi per controtenore, tenore, baritono e piano (1971) (uno dei Canticles)
- Canticle V: The Death of Saint Narcissus per tenore e arpa (1974) (uno dei Canticles)
- A Birthday Hansel per voce acuta e arpa (1975)
- Eight books of Folksong Arrangements dalle Isole Britanniche e Francia, per voce e pianoforte, chitarra e arpa
- Britten's Purcell Realizations, molte realizzazioni di canzoni di Henry Purcell per voce(i) e pianoforte

### Coro
- A Hymn to the Virgin per coro e solisti (1930; revisione del 1934)
- Christ's Nativity per coro non accompagnato (1931)
- A Boy was Born per voci acute e coro (1933; revisione del 1955)
- Jubilate Deo in E flat per coro e organo (pubblicato postumo; 1934)
- Te Deum in Do per treble solo, coro, tromba e organo (1934)
- Friday Afternoons per voci di bambini e pianoforte (1935)
- Advance Democracy per coro non accompagnato (1938)
- A.M.D.G. (Ad Majorem Dei Gloriam), sette adattamenti di Gerard Manley Hopkins per coro SATB non accompagnato (1939)
- A Ceremony of Carols per voci acute ed arpa (1942); è popolare anche un arrangiamento alternativo per voci miste e arpa (o pianoforte)
- Hymn to St Cecilia per coro non accompagnato (poesia di W. H. Auden; 1942)
- Rejoice in the Lamb per quattro solisti, coro e organo (testo di Christopher Smart; 1943)
- Festival Te Deum in mi, per coro e organo (1944)
- A Wedding anthem 'Amo Ergo Sum' per soprano, tenore, coro SATB e organo (1949)
- Five Flower Songs for coro SATB (1950)
- Hymn to St. Peter per violino solista, coro SATB e organo (1955)
- Antiphon per coro SATB e organo, (1955)
- Missa Brevis per voci di ragazzi e organo (1959)
- Jubilate Deo in C per coro e organo (1961)
- A Hymn of St Columba per coro e organo (1961)
- The Golden Vanity per cinque ragazzi solisti, coro di voci acute e pianoforte (1966)
- The Building of the House per coro, o organo, o ottoni e orchestra (1967)
- La crociata dei bambini per nove ragazzi solisti e coro, percussioni, organo e due pianoforti (testo di Bertolt Brecht, trad. Hans Keller; 1968)
- Sacred and Profane per coro SSATB (1974–5)

### Camera/strumentale

#### Pianoforte solista
- Five Waltzes, per pianoforte (1923–25, rev. 1969)
- Three Character Pieces, per pianoforte (1930)
- Twelve variations on a theme, per pianoforte (1930)
- Holiday Diary per pianoforte (1934)
- Sonatina romantica per pianoforte (respinto dal compositore; 1940)
- Night-Piece (Notturno) per pianoforte (scritto per il Leeds International Pianoforte Competition; 1963)
- Variations per pianoforte (1965)

#### Due pianoforti
- Two Lullabies per due pianoforti (1936)
- Introduzione e Rondo alla burlesca per due pianoforti (1940)
- Mazurka elegiaca per due pianoforti (scritto come parte dell'album collaborativo Omaggio a Paderewski; 1941)

#### Organo
- Preludio e fuga su un tema di Vittoria per organo (1946)

#### Quartetto d'archi
- String Quartet in fa maggiore (1928)
- Rhapsody (1929)
- Quartettino (1930)
- Quartetto per archi in re maggiore (1931, revisionato nel 1974)
- Alla Marcia (1933)
- Tre Divertimenti, per quartetto d'archi (1933, revisionato nel 1936): March, Waltz, Burlesque
- Quartetto per archi n. 1 in re maggiore (1941)
- Quartetto per archi n. 2 in do maggiore (1945)
- Quartetto per archi n. 3 in sol maggiore (1975)

#### Violino e pianoforte
- Suite per Violino e Pianoforte (1935)

#### Viola e pianoforte
- Reflections per viola e piano (1930)
- Lachrymae per viola e piano, da "If my complaints could passions move" di John Dowland; per William Primrose; 1950)
  - arrangiato per viola e orchestra d'archi (per Cecil Aronowitz; 1976)
- There is a willow grows aslant a brook (1932), un arrangiamento del poema orchestrale di Frank Bridge. Il titolo è tratto da Shakespeare, e l'arrangiamento di Britten è dedicato a Bridge.

#### Violino, viola e pianoforte
- Two Pieces (1929; prima rappresentazione 2003)[2]

#### Viola solista
- Etude (1929)
- Elegy (1930)

#### Violoncello e pianoforte
- Sonata per violoncello in do maggiore (1961)

#### Violoncello solista
- Tre suite per violoncello (1964-1967-1972)
- Tema "Sacher" per violoncello solista (1976)

#### Oboe e pianoforte
- Two Insect Pieces per oboe e piano (1935)
- Temporal Variations per oboe e piano (1936)

#### Oboe ed archi
- Phantasy Quartet, Op. 2, per oboe, violino, viola e violoncello (1932)

#### Oboe solista
- Sei metamorfosi da Ovidio per oboe solista (1951), con citazioni dal poema di Ovidio Le metamorfosi

#### Flauto, violino e pianoforte a quattro mani
- Gemini Variations per flauto, violino, e pianoforte a quattro mani (1965)

#### Timpani solisti
- Timpani Piece for Jimmy, timpani solo (1955) per James Blades

#### Tre trombe
- Fanfare for St Edmundsbury, breve brano antifonale e politonale per tre trombe (1959)

#### Chitarra
- Nocturnal after John Dowland per chitarra (1963)

#### Arpa
- Suite per arpa solista (1969)

### Musica da film
- Night Mail (1936), con parole di W. H. Auden

## Per numero d'opera
- Op. 1, Sinfonietta, per five winds and five strings 1932, revisionato per orchestra da camera 1936
- Op. 2, Phantasy Quartet, oboe quartet, 1932
- Op. 3, A Boy was Born per mixed chorus with organ ad lib, 1933, revisionato nel 1955
- Op. 4, Simple Symphony per archi, 1934 (+ anche versione per quartetto d'archi)
- Op. 5, Holiday Diary per pianoforte, 1934
- Op. 6, Suite per violino e pianoforte, 1935
- Op. 7, Friday Afternoons per voci di bambini e pianoforte, 1935
- Op. 8, Our Hunting Fathers per soprano o tenore e orchestra (parole di W. H. Auden), 1936
- Op. 9, Soirées musicales per orchestra (da Rossini), 1936
- Op. 10, Variazioni su un tema di Frank Bridge per orchestra d'archi, 1937
- Op. 11, On this Island per soprano o tenore e pianoforte (parole di W. H. Auden), 1937
- Op. 12, Mont Juic, suite di danze catalane, con Lennox Berkeley, 1937
- Op. 13, Concerto per pianoforte, 1938, revisionato nel 1945
- Op. 14, Ballad of Heroes per tenore o soprano, coro e orchestra (parole di W. H. Auden e Randall Swingler), 1939
- Op. 15, Concerto per violino, 1939, revisionato nel 1958
- Op. 16, Young Apollo per pianoforte e archi, 1939 (ritirato, pubblicato nel 1982)
- Op. 17, Paul Bunyan, opera (libretto by W. H. Auden), 1941, revisionato nel 1976
- Op. 18, Les Illuminations, per soprano o tenore ed archi (parole di Arthur Rimbaud), 1939
- Op. 19, Canadian Carnival ouverture, 1939
- Op. 20, Sinfonia da Requiem, 1940
- Op. 21, Diversioni per pianoforte per mano sinistra e orchestra, 1940, revisionato nel 1954
- Op. 22, Sette sonetti di Michelangelo per tenore e pianoforte, 1940
- Op. 23
  - No. 1, Introduction and Rondo alla burlesca per due pianoforti, 1940
  - No. 2, Mazurka elegiaca per due pianoforti, 1941
- Op. 24, Matinées musicales per orchestra (da Rossini), 1941
- Op. 25, Quartetto per archi n. 1, 1941
- Op. 26, Scottish Ballad per due pianoforti e orchestra, 1941
- Op. 27, Occasional Overture, 1941; ribattezzato An American Overture quando fu eseguito per la prima volta, 1983[3]
- Op. 27, Hymn to St Cecilia per coro SSATB, 1942 (rimpiazzato Occasional Overture come Op. 27)
- Op. 28, A Ceremony of Carols per voci bianche ed arpa, 1942
- Op. 29, Prelude and Fugue per 18 archi, 1943
- Op. 30, Rejoice in the Lamb per solisti, coro ed organo, 1943
- Op. 31, Serenata per tenore, corno e archi, ciclo di canzoni, 1943
- Op. 32, Festival Te Deum per coro ed organo, 1945
- Op. 33, Peter Grimes , opera (libretto di Montagu Slater, da George Crabbe), 1945
  - Op. 33a, Four Sea Interludes dal Peter Grimes
  - Op. 33b, Passacaglia dal Peter Grimes
- Op. 34, Variations and Fugue on a Theme of Henry Purcell (The Young Person's Guide to the Orchestra), 1946
- Op. 35, I sonetti sacri di John Donne per soprano o tenore e pianoforte, 1945
- Op. 36, Quartetto per archi n. 2, 1945
- Op. 37, The Rape of Lucretia, opera (libretto di Ronald Duncan, da André Obey), 1946, revisionato nel 1947
- Op. 38, Occasional Overture, 1946 (ritirato, pubblicato nel 1984)
- Op. 39, Albert Herring, opera (libretto di Eric Crozier, da Guy de Maupassant), 1947
- Op. 40, My beloved is mine (Canticle I) per soprano o tenore e pianoforte (parole di Francis Quarles), 1947
- Op. 41, A Charm of Lullabies per mezzosoprano e pianoforte, 1947
- Op. 42, Saint Nicolas per solisti, coro, archi, pianoforte (4 mani), percussioni e organo, 1948
- Op. 43, The Beggar's Opera da John Gay, 1948
- Op. 44, Spring Symphony per solisti, coro misto, coro di bambini e orchestra, 1949
- Op. 45, Il piccolo spazzacamino, opera (libretto di Eric Crozier), 1949
- Op. 46, A Wedding anthem Amo Ergo Sum per soprano, tenore, coro SATB e organo (parole di Ronald Duncan), 1949
- Op. 47, Five Flower Songs per coro SATB, 1950
- Op. 48, Lachrymae per viola e piano, 1950
  - Op. 48a, Lachrymae per viola ed archi, 1976
- Op. 49, Sei metamorfosi da Ovidio per oboe, 1951
- Op. 50, Billy Budd, opera (libretto di E. M. Forster ed Eric Crozier, da Herman Melville), 1951, revisionato nel 1960
- Op. 51, Abraham and Isaac (Canticle II) per contralto, tenore e pianoforte (Chester miracle play), 1952
- Op. 52, Winter Words per soprano o tenore e pianoforte (parole di Thomas Hardy), 1953
- Op. 53, Gloriana, opera (libretto di William Plomer, da Lytton Strachey), 1953
  - Op. 53a, Symphonic Suite "Gloriana" per tenore o oboe ed orchestra, 1954
- Op. 54, Il giro di vite, opera (libretto di Myfanwy Piper, da Henry James), 1954
- Op. 55, Still Falls the Rain (Canticle III) per tenore, corno e pianoforte (parole di Edith Sitwell), 1954
- Op. 56a, Hymn to St. Peter per voci bianche, coro SATB ed organo, 1955
- Op. 56b, Antiphon per coro SATB ed organo, 1955
- Op. 57, Il principe delle pagode, balletto, 1956
  - Op. 57a, Pas de six da Il Principe delle Pagode
- Op. 58, Songs from the Chinese per soprano o tenore e chitarra, 1957
- Op. 59, Noye's Fludde, opera (Chester mystery play), 1957
- Op. 60, Nocturne per tenore, 7 strumenti obbligati e orchestra d'archi, ciclo di canzoni, 1958
- Op. 61, Sechs Hölderlin-Fragmente per voce e pianoforte, 1958
- Op. 62, Cantata academica, 1959
- Op. 63, Missa brevis per voci di ragazzi e organo, 1959
- Op. 64, Sogno di una notte di mezza estate, opera (libretto di Benjamin Britten e Peter Pears, da William Shakespeare), 1960
- Op. 65, Sonata per violoncello e pianoforte, 1961
- Op. 66, War Requiem, 1961
- Op. 67, Psalm CL per coro di bambini e strumenti, 1962
- Op. 68, Sinfonia per violoncello, 1963
- Op. 69, Cantata misericordium, 1963
- Op. 70, Nocturnal da John Dowland per chitarra, 1963
- Op. 71, Curlew River, parabola per chiesa (libretto di William Plomer, da Noh), 1964
- Op. 72 , Suite per violoncello n. 1, 1964
- Op. 73, Gemini Variations per flauto, violino e pianoforte a quattro mani, 1965
- Op. 74, Songs and Proverbs of William Blake per baritono e pianoforte, 1965
- Op. 75, Voices for Today per voci di ragazzi, coro e organo ad lib, 1965
- Op. 76, The Poet's Echo per soprano o tenore e pianoforte (parole di Alexander Pushkin), 1965
- Op. 77, The Burning Fiery Furnace, parabola per chiesa (libretto di William Plomer, da il Libro di Daniele), 1966
- Op. 78, The Golden Vanity per voci di ragazzi e pianoforte (parole di Colin Graham), 1966
- Op. 79, The Building of the House ouverture, per coro o organo o ottoni e orchestra, 1967
- Op. 80 , Suite per violoncello n. 2, 1967
- Op. 81, The Prodigal Son, parabola per chiesa (libretto di William Plomer, dal Vangelo di Luca), 1968
- Op. 82, La crociata dei bambini (parole di Bertolt Brecht/Hans Keller), 1968
- Op. 83, Suite per Harp, 1969
- Op. 84, Who Are These Children? per tenore e pianoforte (parole di William Soutar), 1969
- Op. 85, Owen Wingrave, opera (libretto di Myfanwy Piper, basato su Henry James), 1970
- Op. 86, The Journey of the Magi (Canticle IV) per controtenore, tenore, baritono e pianoforte (parole di T. S. Eliot), 1971
- Op. 87 , Suite per violoncello n. 3, 1972
- Op. 88, Death in Venice, opera (libretto di Myfanwy Piper, basato su Thomas Mann), 1973
- Op. 89, The Death of Saint Narcissus (Canticle V) per tenore ed arpa (parole di T. S. Eliot), 1974
- Op. 90, A Suite on English Folk Tunes "A Time There Was" per orchestra da camera, 1974
- Op. 91, Sacred and Profane per coro (SSATB) a cinque voci, 1975
- Op. 92, A Birthday Hansel per voce acuta ed arpa (parole di Robert Burns), 1975
- Op. 93, Phaedra, cantata (parole di Robert Lowell, da Jean Racine), 1975
- Op. 94, Quartetto per archi n. 3, 1975
- Op. 95, Welcome Ode per voci e orchestra di giovani, 1976